# سلست اوکانر
سلست اوکانر (متولد ۲ دسامبر ۱۹۹۸) بازیگر آمریکایی است. آنها در فیلم اصلی آمازون ، سلاه و پیک‌ها، نقش پالوما دیویس را بازی کردند. 
سلست اوکانر در ۲ دسامبر ۱۹۹۸ در نایروبی، کنیا، از پدری سفیدپوست آمریکایی و مادری کنیایی متولد شد.  اوکانر و برادر کوچکترشان توسط والدینشان در بالتیمور، مریلند بزرگ شدند.  آنها در مدرسه مقدماتی نوتردام تحصیل کردند و ویولن و آواز را در مدرسه مقدماتی پی‌بادی آموختند.  اوکانر در دانشگاه جان هاپکینز در رشته بهداشت عمومی و پیش پزشکی تحصیل می‌کرد.  آنها همچنین دوره‌هایی در مطالعات اسلامی گذراندند.  اوکانر به عوامل اجتماعی مؤثر بر سلامت از جمله امنیت غذایی ، ناامنی مسکن و آموزش علاقه‌مند است.
اوکانر مدافع بهبود تنوع و نمایندگی در صنعت سرگرمی است.   اوکانر غیرباینری است و از ضمایر they/them استفاده می‌کند. 

## فیلم شناسی
| سال  | عنوان                           | نقش          | یادداشت‌ها  |
| ---- | ------------------------------- | ------------ | ---------- |
| ۲۰۱۷ | تالاب‌ها                         | ایمی جانسون  |            |
| ۲۰۱۸ | تو، توئی جایگزین‌ناپذیر          | ابی نوجوان   |            |
| ۲۰۱۹ | سلا و پیک‌ها                     | پالوما دیویس |            |
| ۲۰۲۰ | عجیب و غریب                     | نیلا چونس    |            |
| ۲۰۲۱ | شکارچیان ارواح: زندگی پس از مرگ | لاکی دومینگو |            |
| ۲۰۲۲ | بینابین                         | شانون        |            |
| ۲۰۲۳ | یک شخص خوب                      | رایان        |            |
| ۲۰۲۴ | مادام وب                        | متی فرانکلین |            |
| ۲۰۲۴ | شکارچیان ارواح: امپراتوری یخ‌زده | لاکی دومینگو |            |
| ۲۰۲۶ | جیغ ۷                           | TBA          | فیلمبرداری |